# Agnes Lange
Agnes Lange (* 7. August 1929 in Bremen; † 16. Februar 2021 in Bremen) war eine deutsche Politikerin. Sie war Mitglied der Bremischen Bürgerschaft (SPD).

## Biografie
Lange war als Angestellte in Bremen tätig.
Sie war Mitglied in der SPD und in verschiedenen Funktionen aktiv u. a. im Vorstand des SPD-Unterbezirks Bremen-West und im Vorstand des SPD-Ortsvereins Findorff-Weidedamm. Sie war für die SPD von Januar 1984 bis 1991 in der 11. und 12. Wahlperiode acht Jahre lang Mitglied der Bremischen Bürgerschaft und in der Bürgerschaft in verschiedenen Deputationen u. a. für Wirtschaft und Außenhandel sowie für Bau und  Stadtentwicklung tätig. Sie engagierte sich zudem in der Arbeiterwohlfahrt (AWO)

Sie war verheiratet und hatte eine Tochter.